# SN 1982T
SN 1982T – supernowa odkryta 19 października 1982 roku w galaktyce A064030-3703. W momencie odkrycia miała maksymalną jasność 17,00m.